# Земекис, Роберт
Ро́берт Ли Земе́кис (англ. Robert Lee Zemeckis; род. 14 мая 1952, Чикаго, Иллинойс) — американский киносценарист, режиссёр  и продюсер. Более всего известен как постановщик фантастической трилогии «Назад в будущее» (1985, 1989, 1990) и комедийной драмы «Форрест Гамп» (1994).
Сценарист, режиссёр и продюсер CGI-фильма «Полярный экспресс» (2004), являющегося первым полнометражным фильмом, целиком снятым посредством технологии motion capture, а также фильма «Тогда. Сейчас. Потом» (2024), который стал первым полнометражным фильмом, снятым с использованием технологии real-time deepfake.

## Происхождение и юность
Отцом Роберта Земекиса был строительный сварщик Альфонс Земекис (Alphonse Zemeckis, 13 ноября 1914, Чикаго — 1 июля 1998), родителями которого были Казимиерас Земецкис (Kazimieras Zemeckis, 1877–1960) и Марийона Дантайте (Marijona Dantaitė, 1887–1945), родившиеся в Литве. Фамилия Zemeckis является литуанизированной польской фамилией Ziemięcki (Земенцкий, то есть «происходящий из Земенцина»). Мать Роберта, урождённая Роза Неспека (Rosa Nespeca, 19 мая 1919 — 27 апреля 2010), происходит из Аркуата‑дель-Тронто (Италия). Родители Роберта были прихожанами римско‑католической церкви.
Роберт вырос в одноуровневой квартире двухэтажного дуплекса по адресу 11344 S Edbrooke Ave, Chicago, IL в чикагском микрорайоне Роузлэнд. Впоследствии он поселил Билли, персонажа своего мультфильма «Полярный экспресс», в доме с похожим фасадом по адресу 11344 Edbrooke Ave, Grand Rapids, MI (в реальности, в Гранд-Рапидс такой улицы нет).
По окончании католической начальной школы, он продолжил образование в Академической средней школе им. Кристиана Фенгера (Christian Fenger Academy High School).
В возрасте 13 лет у Земекиса появилась 8-мм любительская кинокамера Kodak. Начав со съёмки семейных событий, он перешёл к съёмке фильмов в жанре повествования, применяя кукольную мультипликацию и другие спецэффекты. В качестве звукового сопровождения использовалась музыка The Beatles.
Наслаждаясь съёмкой фильмов, Земекис по-прежнему оставался жадным до телевидения, которое было для него первым проблеском иной жизни — за пределами кругозора «синих воротничков», в среде которых он рос:

Часто слышишь, что телевидение порождает множество проблем. Но мне именно оно спасло жизнь.

Правда в том, что в моей семье не было места искусству. То есть музыке, книгам и театру… Единственным доступным мне источником вдохновения было телевидение — и оно действительно им было.

О существовании кинематографических факультетов и отделений вузов он впервые узнал из интервью Джерри Льюиса в одном из выпусков The Tonight Show Starring Johnny Carson. В возрасте 15 лет, Роберт уговорил отца взять его на просмотр фильма «Бонни и Клайд». Будучи потрясён сценой умирающего Бака Бэрроу в исполнении Джина Хэкмана, он осознал невероятную мощь кино и твёрдо решил учиться на кинематографиста. Но окружение Роберта не разделяло его энтузиазма:

Для моей семьи, друзей и всего того мира, в котором я рос, эта мечта относилась к разряду неосуществимых. Мои родители, бывало, сидели там и говорили: «Ты забыл, кто ты и откуда? Тебе не быть кинорежиссёром». Возможно, желание доказать обратное также повлияло на мой выбор.

## Образование и раннее творчество
После двух лет обучения в Университете Северного Иллинойса, в течение которых Земекис подрабатывал в отделе монтажа WMAQ-TV, флагманской телестанции NBC в Чикаго, он подал заявление о переводе в Школу кинематографических искусств Университета Южной Калифорнии — с помощью эссе и 16-мм короткометражного фильма, снятого им на песню «Golden Slumbers» группы The Beatles. Не получив ответа от университета, он позвонил сам, и ему сообщили, что его просьба была отклонена из-за недостаточно высокого среднего балла. Пылко пообещав чиновнику на другом конце линии пойти в летнюю школу и улучшить показатели, Земекис в конечном счёте добился своего принятия.
Прибыв в Лос-Анджелес той осенью, Земекис столкнулся с программой, которая, по его словам, интересовала только кучку хиппи и рассматривалась университетом как излишнее обременение.
Трудность изучавшихся дисциплин усугублялась профессорами, неустанно подчёркивавшими сложность кинобизнеса. Но благодаря своему чикагскому воспитанию, Земекис относился к этому без лишнего беспокойства и со здоровым цинизмом.
Во время учёбы в университете Земекис завязал тесную дружбу с другим студентом — Робертом Гейлом. Тот позже вспоминал: «Студентам магистратуры Университета Южной Калифорнии был присущ этакий флёр интеллектуализма… Мы же с Бобом хотели снимать голливудское кино и поэтому тяготели друг к другу. Нас не интересовала французская Новая волна. Нам нравились Клинт Иствуд, Джеймс Бонд и Уолт Дисней, потому что на этом мы выросли».
Получив 1 июля 1975 года студенческую награду Киноакадемии в категории «Special Jury (Dramatic)» за 15-минутный сатирический фильм «Поле чести», начинающий сценарист и режиссёр привлёк внимание Стивена Спилберга. Последний рассказывал: «Земекис проскочил через моего секретаря, усадил меня и показал мне этот фильм… Это было захватывающе: полицейские машины, погоня — и всё это на фоне музыки Элмера Бернстайна из „Большого побега“».
Спилберг стал наставником Земекиса и исполнительным продюсером его первых двух фильмов (написанных в соавторстве с Бобом Гейлом), а позже и других — в том числе трилогии «Назад в будущее» и фильма «Кто подставил кролика Роджера».
Несмотря на то, что фильмы «Я хочу держать тебя за руку» (1978) и «Подержанные автомобили» с Куртом Расселом (1980) были благосклонно встречены критиками (о последнем фильме с восторгом отозвалась Полин Кейл), они потерпели коммерческий провал. «Я хочу держать тебя за руку» является первой из нескольких картин Земекиса, в которых он встроил игровых персонажей в документальные видеоряды с участием исторических фигур и знаменитостей.
После провала первых фильмов, а также картины «1941-й» под режиссурой Спилберга (для которой Земекис и Гейл создали сценарий), этот союз приобрёл репутацию пишущих «сценарии, которые всеми считаются потрясающими, но не воплощаются в фильмы, нравящиеся публике».

## Прорыв
В силу сложившейся репутации, в начале 1980-х у Земекиса возникли сложности с работой, несмотря на то, что фактически они с Гейлом оставались загруженными.
Они писали сценарии для других режиссёров, в том числе «Кар пул» для Брайана де Пальмы и «Взросление» для Спилберга — впрочем, так и не снятые. Их сценарий о подростке, переместившемся из современности в 1955 год на машине времени, был отклонён всеми крупными студиями. Режиссёр оставался без работы, пока Майкл Дуглас не нанял его в 1984-м для съемок картины «Роман с камнем». Ожидалось, что приключенческо‑романтическая история с Майклом Дугласом и Кэтлин Тёрнер в главных ролях будет провальной (по той причине, что после просмотра предварительного монтажа продюсеры находившегося тогда в работе «Кокона» уволили Земекиса с должности режиссёра), но фильм неожиданно для всех стал популярным.
Работая над «Романом с камнем», Земекис встретился с композитором Аланом Сильвестри, который стал автором музыки всех его последующих картин.
После «Романа», режиссёр переключился на свой старый сценарий о путешествиях во времени, названный «Назад в будущее». С Майклом Джеем Фоксом и Кристофером Ллойдом в главных ролях, фильм получил огромную популярность, что повлекло за собой съёмки двух сиквелов, вышедших в прокат в 1989-м и 1990-м.
Перед тем как выпустить последние части трилогии, Земекис успел поработать с Walt Disney Company и снять сумасбродный детектив о 1940-х годах «Кто подставил кролика Роджера» (1988), в котором рисованная мультипликация виртуозно комбинирована с живым действием. При бюджете в $70 млн, картина стала одной из самых дорогих в своей категории. Завоевав симпатии зрителей и критиков, она была награждена четырьмя премиями «Оскар». В 1988-м, когда Земекиса спросили, хотел ли бы он создавать некомедийные фильмы, он ответил: «Я хотел бы обрести способность работать в любом жанре. Но пока что я слишком непоседлив для создания чего-либо по-настоящему несмешного».
В 1992 году Земекис снимает чёрную комедию «Смерть ей к лицу» с участием Мерил Стрип, Голди Хоун и Брюса Уиллиса.
Снятая в 1993-м комедийная драма «Форрест Гамп», с Томом Хэнксом в заглавной роли, имела колоссальный с точки зрения кассовых сборов и мнения критиков успех. От лица главного героя режиссёр повествует о жизни мужчины с IQ 75 (умственный возраст 13,5 лет, характерный для среднестатистического взрослого белого американца по результатам скандально известного исследования психологов Армии США, опубликованного в 1921 году), которому невольно пришлось сыграть ключевую роль в ряде знаковых событий 1950–70-х годов и взаимодействовать с несколькими из крупнейших исторических фигур того периода. Фильм собрал $677 млн по всему миру и стал культовой картиной, получив шесть премий «Оскар» — в категориях «Лучшая картина», «Лучший актёр в ведущей роли» (Том Хэнкс), «Лучший режиссёр», «Лучшие визуальные эффекты», «Лучший адаптированный сценарий» и «Лучший монтаж».
В 1997 году Земекис снимает фильм «Контакт» по мотивам опубликованного в 1985-м одноимённого романа Карла Сагана. Сюжет построен вокруг радиоастронома Элеонор Эрроуэй (Джоди Фостер), убеждённой в том, что она установила контакт с инопланетными существами.

## 2000-e
В 1998-м режиссёр вкладывает $5 млн в Центр цифровых искусств Роберта Земекиса в составе Школы кинематографических искусств Университета Южной Калифорнии — расположенное за северной границей кампуса здание бывшего склада площадью 3300 м2, в котором разместились студии университетской телестанции, два просторных класса цифрового редактирования, каждый с 30 системами Avid Xpress на базе рабочих станций IBM IntelliStation M-Pro, и просмотровый зал на 50 мест.
Накануне открытия этого первого полностью цифрового учебного центра, состоявшегося 1 марта 2001 года, некоторые традиционалисты, в том числе Спилберг, сокрушались о том, что будущие поколения кинематографистов забудут традиционные техники. О тех, кто предпочитал целлулоид цифровой съёмке, Земекис сказал в интервью Daily Variety: «Эти же самые парни говорили, что LP звучат лучше CD. Вы можете твердить это до посинения, но я не знаю ни одного из тех, кто всё ещё покупает винил. Наше традиционное представление о том, что такое фильм, станет иным. Но неизменным остаётся желание человека рассказывать истории у походного костра. И лишь костёр продолжает меняться».
В настоящее время в Центре Роберта Земекиса размещены многие учебные объекты Школы кинематографических искусств Университета Южной Калифорнии, в том числе Лаборатория иммерсивных сред (Immersive Media Lab) и Лаборатория миропостроительных сред (World Building Media Lab), а также IMAX-театр Мишель и Кевина Дуглас (Michelle and Kevin Douglas IMAX Theatre) и Trojan Vision — студенческая телевизионная станция Университета Южной Калифорнии, которая в результате голосования была признана лучшей университетской телестанцией страны.
В 1996-м Земекис приступил к созданию фильма «Изгой» по сценарию Уильяма Бройлза-младшего. Картина повествует о системном аналитике компании FedEx по имени Чак Ноланд (Том Хэнкс), выброшенном на необитаемый остров после крушения самолёта и претерпевающем глубокие личностные изменения.
Для соответствия сценарию Хэнкс должен был сбросить вес, а также отрастить волосы и бороду. Земекис использовал вынужденный годичный перерыв в съёмках «Изгоя» для работы с той же самой съёмочной группой над мистическим триллером «Что скрывает ложь» о супружеской паре (Харрисон Форд и Мишель Пфайффер), переживающей «синдром опустевшего гнезда». Сняв первую часть «Изгоя» в начале 1999-го, осенью он закончил «Что скрывает ложь», а в начале 2000-го возобновил работу над «Изгоем». Ещё один перерыв, на этот раз длиной в четыре месяца, потребовался для того, чтобы Хэнкс набрал вес для съёмок финальных сцен возвращения.
В 2004-м Земекис снова работал с Хэнксом — над фильмом «Полярный экспресс» по одноимённой книге Криса Ван Оллсбурга. Как первый полнометражный CGI-фильм, целиком снятый посредством захвата движения, «Полярный экспресс» побудил «Нью-Йорк Таймс» возвестить: «Независимо от того, как критики и зрители воспримут этот фильм, с технической точки зрения он может стать поворотным моментом в постепенном переходе от аналогового кино к цифровому».
Земекис вновь обратился к этой технике в фильме «Беовульф» (2007) на сюжет одноимённого англосаксонского эпоса. Нил Гейман и Роджер Эвери, плодом почти десятилетнего труда которых является сценарий картины, охарактеризовали её как «необычную интерпретацию легенды о Беовульфе, полную жизнерадостного насилия».
5 февраля 2007 года Земекис и председатель совета директоров Walt Disney Studios Дик Кук объявили о создании совместного предприятия — ImageMovers Digital (IMD). Предполагалось, что возглавляемая Земекисом IMD будет создавать трёхмерные анимированные фильмы, используя технику захвата движения, а Walt Disney Studios обеспечат финансирование, дистрибуцию и маркетинг.
В июле 2007-го в еженедельнике Variety появилась заметка о том, что Земекис написал сценарий «Рождественская история» по рассказу Чарльза Диккенса «Рождественская песнь в прозе» (1843), чтобы снять фильм с использованием захвата движения на производственной базе IMD. Во время работы над сценарием Земекис держал в голове Джима Керри, который впоследствии согласился сыграть в этой картине несколько ролей, в том числе Эбенезера Скруджа (в юном, зрелом и преклонном возрастах), а также всех трёх призраков, являющихся богачу.

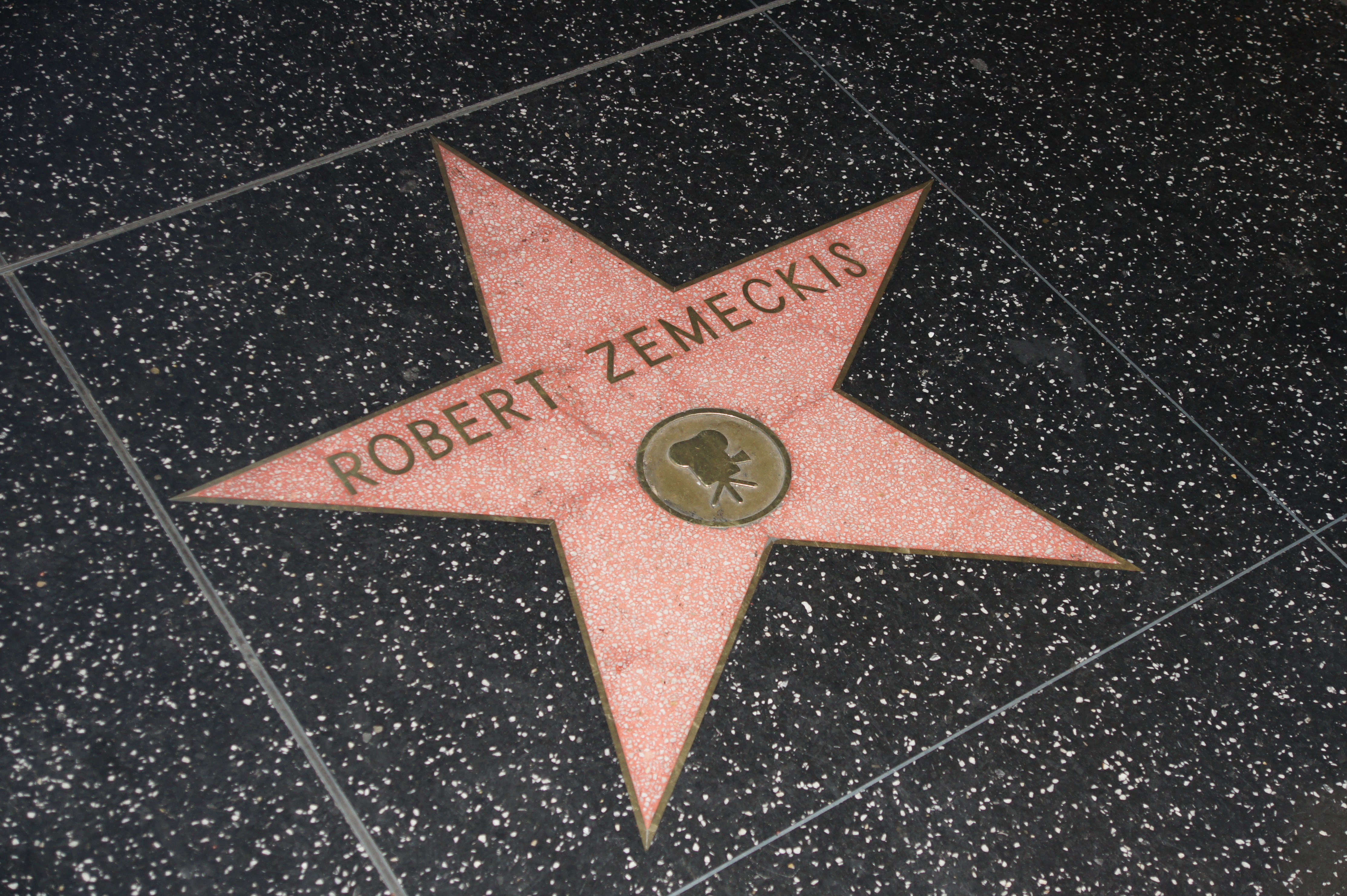
Звезда Роберта Земекиса на «Аллее славы» в Голливуде.

В августе 2008-го веб-сайт IGN опубликовал интервью с французским канатоходцем Филиппом Пети, в котором тот сообщил о желании Земекиса экранизировать его мемуары «Дотянуться до облаков».
В августе 2009-го Walt Disney Studios и ImageMovers Digital начали обсуждение съёмок цифрового ремейка мультфильма «Битлз: Жёлтая подводная лодка». Но 12 марта 2010 года президент Walt Disney Studios Алан Бергман объявил, что IMD будет закрыта к январю 2011 года. Помимо экономического кризиса 2008–2013 годов, причиной закрытия IMD стал выход на экраны фильма «Аватар» (2009), созданного с использованием более совершенной техники компьютерной анимации.
Земекис неоднократно изъявлял желание снять продолжение фильма «Кто подставил кролика Роджера». Сценаристы первого фильма Питер Симэн и Джеффри Прайс создали сценарий сиквела. В 2016-м Земекис посетовал, что Disney, владеющая сценарием, вряд ли в обозримом будущем даст зелёный свет его реализации.
В октябре 2019-го Земекис начал переговоры с Disney о съёмках игрового фильма про Пиноккио. В январе следующего года Земекис подписал договор о своём участии в качестве режиссёра и соавтора сценария.
Режиссированный и продюсированный Земекисом фильм «Тогда. Сейчас. Потом», производство которого стартовало 31 января 2023 года, стал первым в истории кинематографа полнометражным фильмом, снятым с применением технологии deepfake, омолаживающей и старящей внешности актёров в реальном времени.

## Личная жизнь

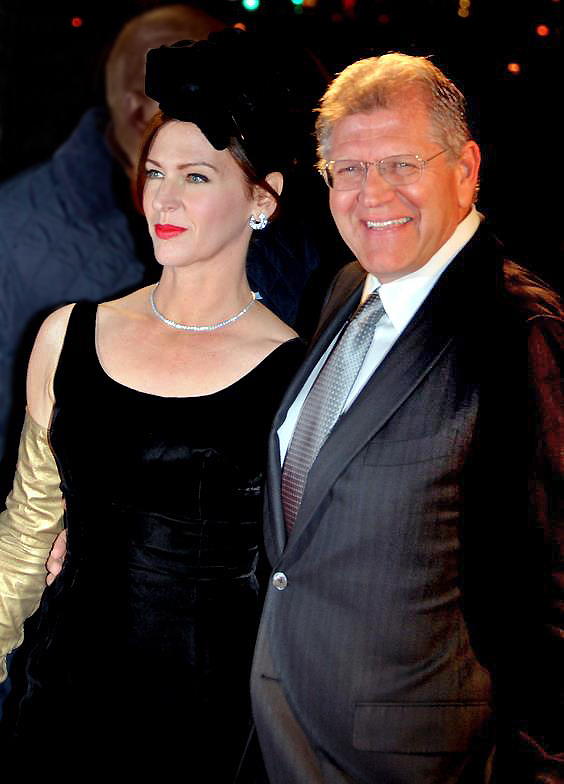
Лесли и Роберт Земекис на французской премьере фильма «Экипаж» (Париж, 15 января 2013).

В интервью, опубликованном 29 июня 1996 года, Земекис посетовал, что одержимость кинематографом отняла лучшие годы его жизни: «Я добился награды Академии в 44 года, но заплатил за неё третьим десятком своих лет. В то десятилетие моей жизни, от киношколы до 30 лет, не существовало ничего кроме абсолютной, напористой работы. У меня не было денег. И не было жизни. Я лишь жадно поглощал фильмы и занимался написанием киносценариев».
С 1980-го по 2000-й Земекис был женат на актрисе Мэри Эллен Трейнор (8 июля 1952 — 20 мая 2015). У них есть сын — Александр Фрэнсис Земекис (Alexander Francis Zemeckis, р. 11 декабря 1985).
4 декабря 2001 года он снова женился — на актрисе Лесли Элизабет Хартер (Leslie Elizabeth Harter, р. 5 февраля 1964). У них два сына и дочь — Рис Хенри (Rhys Henry, р. ок. 2003), Зэйн Рэймонд (Zane Raymond, р. ок. 2005) и Жа Жа Роуз (Zsa Zsa Rose, р. 7 июля 2007). Семья Земекисов живёт в Монтесито.
У Роберта Земекиса есть сестра — Кэрол Роуз Климас (Carol Rose Klimas, р. 3 декабря 1953). После выхода на экраны первой части трилогии «Назад в будущее» летом 1985 года Кэрол была так горда успехом брата, что подумывала указать свою девичью фамилию на именной табличке, стоявшей на её письменном столе на работе.

## Фильмография

### Полнометражные фильмы
| Год  | Фильм                                | Режиссёр | Сценарист | Продюсер | Примечания     |
| ---- | ------------------------------------ | -------- | --------- | -------- | -------------- |
| 1978 | Я хочу держать тебя за руку          | Да       | Да        | Нет      |                |
| 1979 | 1941-й                               | Нет      | Да        | Нет      |                |
| 1980 | Подержанные автомобили               | Да       | Да        | Нет      |                |
| 1984 | Роман с камнем                       | Да       | Нет       | Нет      |                |
| 1985 | Назад в будущее                      | Да       | Да        | Нет      |                |
| 1988 | Кто подставил кролика Роджера        | Да       | Нет       | Нет      |                |
| 1989 | Назад в будущее 2                    | Да       | Да        | Нет      |                |
| 1990 | Назад в будущее 3                    | Да       | Да        | Нет      |                |
| 1992 | Смерть ей к лицу                     | Да       | Нет       | Да       |                |
| 1992 | Фотограф                             | Нет      | Нет       | Да       |                |
| 1992 | Чужая территория                     | Нет      | Да        | Да       |                |
| 1994 | Форрест Гамп                         | Да       | Нет       | Нет      |                |
| 1995 | Байки из склепа: Демон ночи          | Нет      | Нет       | Да       |                |
| 1996 | Страшилы                             | Нет      | Нет       | Да       |                |
| 1996 | Байки из склепа: Кровавый бордель    | Нет      | Да        | Да       |                |
| 1997 | Контакт                              | Да       | Нет       | Да       |                |
| 1999 | Дом ночных призраков                 | Нет      | Нет       | Да       |                |
| 2000 | Что скрывает ложь                    | Да       | Нет       | Да       |                |
| 2000 | Изгой                                | Да       | Нет       | Да       |                |
| 2001 | Тринадцать привидений                | Нет      | Нет       | Да       |                |
| 2002 | Байки из склепа: Ритуал              | Нет      | Нет       | Да       |                |
| 2002 | Корабль-призрак                      | Нет      | Нет       | Да       |                |
| 2003 | Великолепная афера                   | Нет      | Нет       | Да       |                |
| 2003 | Готика                               | Нет      | Нет       | Да       |                |
| 2004 | Полярный экспресс                    | Да       | Да        | Да       | Анимационный   |
| 2005 | Дом восковых фигур                   | Нет      | Нет       | Да       |                |
| 2005 | Победительница                       | Нет      | Нет       | Да       |                |
| 2006 | Последний отпуск                     | Нет      | Нет       | Да       |                |
| 2006 | Дом-монстр                           | Нет      | Нет       | Да       | Анимационный   |
| 2007 | Жатва                                | Нет      | Нет       | Да       |                |
| 2007 | Беовульф                             | Да       | Нет       | Да       | Анимационные   |
| 2009 | Рождественская история               | Да       | Да        | Да       | Анимационные   |
| 2010 | За кулисами бурлеска                 | Нет      | Нет       | Да       | Документальный |
| 2011 | Тайна красной планеты                | Нет      | Нет       | Да       | Анимационный   |
| 2011 | Живая сталь                          | Нет      | Нет       | Да       |                |
| 2012 | Экипаж                               | Да       | Нет       | Да       |                |
| 2012 | Связанные плотью                     | Нет      | Нет       | Да       | Документальный |
| 2015 | Прогулка                             | Да       | Да        | Да       |                |
| 2016 | Союзники                             | Да       | Нет       | Да       |                |
| 2016 | Мэйбел, Мэйбел, дрессировщица тигров | Нет      | Нет       | Да       | Документальный |
| 2018 | Удивительный мир Марвена             | Да       | Да        | Да       |                |
| 2020 | Ведьмы                               | Да       | Да        | Да       |                |
| 2021 | Финч                                 | Нет      | Нет       | Да       |                |
| 2022 | Пиноккио                             | Да       | Да        | Нет      |                |
| 2024 | Тогда. Сейчас. Потом                 | Да       | Да        | Да       |                |

### Короткометражные фильмы
| Год  | Фильм                 | Режиссёр | Сценарист | Продюсер | Примечания                                                                                |
| ---- | --------------------- | -------- | --------- | -------- | ----------------------------------------------------------------------------------------- |
| 1972 | Лифт                  | Да       | Да        | Нет      |                                                                                           |
| 1973 | Поле чести            | Да       | Да        | Нет      |                                                                                           |
| 2011 | Назад ради будущего   | Нет      | Нет       | Да       | Реклама аукциона кроссовок Nike Mag                                                       |
| 2015 | Док Браун спасает мир | Да       | Да        | Нет      | Бонус DVD/BD-издания трилогии «Назад в будущее», приуроченного к 30-летию её первой части |

### Телевидение
| Год       | Фильм                       | Режиссёр   | Сценарист   | Продюсер    | Примечания |
| --------- | --------------------------- | ---------- | ----------- | ----------- | --- |
| 1975      | Колчак: Ночной охотник      | Нет        | Да (1 эп.)  | Нет         | Сериал о газетном репортёре по имени Карл Колчак, расследующем сверхъестественные происшествия в Чикаго. Эпизод «Чоппер»             |
| 1984      | Подержанные автомобили      | Нет        | Нет         | Да          | Пилотный эпизод (30 мин.) неснятого сериала, основанного на одноимённом кинофильме 1980 года                                         |
| 1986      | Удивительные истории        | Да (1 эп.) | Нет         | Нет         | Сериалы |
| 1989–1996 | Байки из склепа             | Да (3 эп.) | Нет         | Да (93 эп.) | Сериалы |
| 1991–1992 | Назад в будущее             | Нет        | Да (26 эп.) | Нет         | Мультсериал |
| 1992      | Удалые рассказы             | Да (1 эп.) | Нет         | Да (1 эп.)  | Фильм-антология из трёх сегментов. Режиссёр и продюсер сегмента «Трусливый» (Yellow)                                                 |
| 1993      | Джонни Баго                 | Да (1 эп.) | Да (8 эп.)  | Да (8 эп.)  | Сериал |
| 1993–1994 | Байки Хранителя склепа      | Нет        | Нет         | Да (5 эп.)  | Мультсериал |
| 1995      | Странный мир                | Нет        | Нет         | Да          | |
| 1997      | Cекреты дома с привидениями | Нет        | Нет         | Да (n/a)    | Телеигра |
| 1997      | Причуды науки               | Нет        | Нет         | Да (10 эп.) | Сериал |
| 1999      | В 20-м веке                 | Да (1 эп.) | Нет         | Нет         | Документальный сериал телесети Showtime. Эпизод «Погоня за счастьем: употребление табака, алкоголя и прочих психотропов в 20-м веке» |
| 2018      | Элементаль                  | Нет        | Нет         | Да (n/a)    | Документально-игровой сериал телеканала National Geographic. Исполнительный продюсер эпизода «Водород против „Гинденбурга“»          |
| 2018      | Медаль почёта               | Нет        | Да (8 эп.)  | Нет         | Документально-игровой сериал |
| 2018–2020 | Манифест                    | Нет        | Нет         | Да (26 эп.) | Сериал |
| 2019      | Что/если                    | Нет        | Да (2 эп.)  | Нет         | Сериал |
| 2019–2020 | Проект «Синяя книга»        | Нет        | Да (20 эп.) | Нет         | Сериал |